# The Golden Moment

The Golden Moment

The Golden Moment (lit. "O Momento de Ouro" em inglês) é uma fotografia de 2024 do surfista brasileiro Gabriel Medina tirada pelo fotógrafo esportivo francês Jerome Brouillet em Teahupoʻo para a AFP durante as Olimpíadas de Verão de 2024.
A imagem mostra Medina saltando de uma onda em uma pose única após completar com sucesso uma manobra que acabaria lhe rendendo uma pontuação olímpica recorde para uma onda só: 9,90. A imagem rapidamente viralizou, foi reconhecida como símbolo dos jogos de 2024, foi considerada por alguns como uma das melhores fotos olímpicas, de surfe e/ou de esportes de todos os tempos e rendeu alguns prêmios, além de ter gerado memes no Brasil.

## Contexto

### Gabriel Medina (tema)
Gabriel Medina representou o Brasil na competição masculina de prancha curta dos Jogos Olímpicos de Verão de 2024, sediados em Paris, com as etapas de surfe sendo realizadas no Taiti. Na quinta bateria do terceiro dia de competição (29 de julho), enfrentando Kanoa Igarashi do Japão, Medina surfou uma onda grande e recebeu a nota recorde de 9,90. Depois de realizar um tubo com sucesso, Medina saiu do outro lado da onda com todos os dedos levantados para sinalizar aos juízes que lhe dessem nota 10. Ele então surfou para a parte de trás da onda, de onde saltou.

### Jerome Brouillet (fotógrafo)
Jerome Brouillet estava fotografando as competições olímpicas de surfe para a AFP. Também surfista, Jerome se mudou da Marselha para o Taiti cerca de 10 anos antes dos jogos e já tirou outras fotos de Medina em eventos anteriores do Billabong Pro Teahupoo, que integra a Liga Mundial de Surfe.
Ele estava em um dos dois barcos para a imprensa com seis colegas de fotografia e tirava fotos em disparos contínuos, como é comum na fotografia esportiva. Ele tirou entre 4 e 6 fotos de Medina no ar e imediatamente viu o potencial da imagem em particular que viralizou; ele atribuiu a seu editor da AFP, que estava recebendo as imagens automaticamente, o crédito de endossar seu potencial e publicá-la imediatamente para o mundo ver. Ele afirma também que foi a primeira vez que essa tecnologia de compartilhamento instantâneo foi usada no Taiti.
Jerome disse que tirar a foto foi fácil; antecipar o movimento de Medina é que foi o segredo para o registro. Ele disse que sabia que Medina costumava fazer gestos semelhantes depois de uma manobra bem-sucedida.

## Descrição
A imagem mostra Medina saltando de uma onda em uma postura vertical, como se estivesse de pé em terra firme, apontando para cima com o dedo indicador direito acima da cabeça e enquanto sua prancha paira paralela a ele, com a rabeta para baixo e o bico para cima, amarrada ao seu pé e aparentemente imitando sua pose.
O próprio Jerome descreveu a pose de Medina como algo que passa uma aura de "cara, acho que isso é um 10"; com efeito, Medina pensou que obteria a pontuação máxima.

## Impacto

### Viralização inicial e memes
Medina postou a foto em seu perfil oficial do Instagram citando Filipenses 4:13 e ela recebeu 2,4 milhões de curtidas em um dia, número que mais que dobrou após mais um dia. Um jornalista relatou ter visto a conta de Medina ganhar cerca de 400 mil seguidores poucas horas após a publicação da foto. Em fevereiro de 2025, ela havia acumulado mais de 9 milhões de curtidas e havia sido compartilhada por atletas notórios como Lewis Hamilton e Neymar. Em 7 de agosto de 2024, Medina reproduziu seu gesto em uma foto tirada em frente ao Louvre e compartilhada em sua página do Instagram.
Apesar de ter visto potencial nela, Jerome inicialmente não acreditou que a imagem vilarizaria tanto e ficou surpreso ao encontrar tantas notificações em seu telefone quando fez uma pausa logo após enviá-la. Mais tarde, ele disse que estava feliz que a foto ajudou a destacar o esporte e comparou seu impacto com as fotos tiradas por Tim McKenna mostrando o surfista estadunidense Laird Hamilton em sua icônica surfada em uma onda gigante em Teahupo'o em 2000.
A imagem viralizou na forma de memes, incluindo variações em que Medina está voando; sendo retratado em lugares onde levantar a mão seria comum (sala de aula, ponto de ônibus); e aparentemente segurando e/ou sendo segurado por outros medalhistas brasileiros em Paris.
A marca brasileira de papelaria Tilibra anunciou que lançaria um caderno com a imagem como capa.

### Recepção
A fotografia foi elogiada pela dificuldade de se capturar tal imagem estando de pé num barco em movimento em águas agitadas. O jornal britânico The Guardian descreveu-a como "uma celebração aérea tão bem montada que parecia boa demais para ser verdade". A combinação de fatores foi tão única que houve quem acreditasse que a foto havia sido editada ou gerada por IA.
Escrevendo para o Christianity Today, Franco Iacomini comentou que, embora o gesto de Medina na foto pudesse significar simplesmente "número 1" (como sugerido pela apresentadora brasileira Renata Vasconcellos no Jornal Nacional), na verdade poderia ser uma referência a Deus; apontar para o céu após uma conquista esportiva é um gesto comum entre atletas evangélicos brasileiros. Embora manifestações religiosas sejam proibidas nas Olimpíadas, Franco observou que os medalhistas brasileiros Rayssa Leal e Caio Bonfim também expressaram visualmente suas crenças durante os jogos.
Na revista Surfer, Ben Mondy ponderou que a imagem poderia ajudar a chamar mais atenção para os shapers (fabricantes de pranchas), porque a prancha de Medina não exibe nada além da bandeira brasileira e do logotipo do shaper, conforme a proibição olímpica de logotipos de patrocinadores que não sejam os das fabricantes de equipamentos.

### Premiações
Em 2025, The Golden Moment conquistou o prêmio máximo no World Sports Photography Awards, além de ganhar o ouro na categoria de esportes aquáticos, concorrendo com mais de 13 mil fotos de 2,2 mil outros fotógrafos de todo o mundo.
Foi incluída na lista das 100 melhores fotos de 2024 da revista Time e foi destacada nas "Fotos da semana" da BBC. O portal australiano News.com.au disse que ela "pode ser a melhor foto esportiva de todos os tempos" em sua página do Facebook.